# Ardas
Ardas (Panjabi: ਅਰਦਾਸ) ist das Abschluss-Gebet der Sikhs, welches im
Stehen nach den anderen Tagesgebeten gesprochen wird. 
Ardas ist das Sikh-Gebet zu dem einen Gott mit der Bitte um Schutz und Führung. Es erinnert an die Werte von Bescheidenheit, Wahrheit, Tapferkeit, Dienst und Gerechtigkeit für alle. Außerdem danken Sikhs damit für alles, was der Schöpfer gegeben hat. Ardas hat eine vorgeschriebene Form. Sie ist im Sikh Reht Maryada beschrieben.
Jeder Sikh – Mann und Frau – wird aufgefordert früh am Morgen nach dem Bad und am Abend nach der Arbeit auf den Namen Gottes zu meditieren und die täglichen Gebete zu sprechen. Als Abschluss dieser Gebete soll Ardas gebetet werden.
Im Gurdwara soll beim Ausheben des Guru Granth Sahib (Panjabi: ਪਰਕਾਸ਼) und nach dem täglichen Path, also dem Lesen aus der heiligen Schrift, Ardās gebetet werden. Ebenso gilt dies bei allen Zeremonien wie Heiraten etc.
Ein Gemeindemitglied spricht das Gebet, während alle Gemeindemitglieder mit gefalteten Händen und gegen den Guru Granth Sahib gewendet stehen.

## Übersetzung von Ardas
Nachdem Du Dich zuerst an Gott den Allmächtigen gewandt hast, denke nun an Guru Nanak Dev.
Dann an Angad Dev Guru, Amar Das und Ram Das;
mögen sie uns helfen.
Besinne Dich auf Arjan Dev, Har Gobind und den Heiligen Har Rai.
Denken wir auch an den Heiligen Har Krishan, dessen Erscheinen alle Sorgen vertreibt.
Denken wir auch an Tegh Bahadur, und die neun Kostbarkeiten werden schnellstens in unsere Häuser kommen. Mögen sie uns beistehen, wo immer wir sind.
Möge der zehnte König, der heilige Guru Gobind Singh, der Herr der himmlischen Heerscharen und Beschützer des Glaubens, uns beistehen, wo immer wir sind.
überlasse Deine Gedanken, o Khalsa, den Lehren des Guru Granth Sahib und vertraue auf Gott.
Waheguru
Die fünf Liebsten, des Meisters vier Söhne, die vierzig Geretteten und die anderen gerechten standhaften Seelen, die so lange gelitten haben, erinnere Dich an ihre Taten und vertraue auf Gott.
Waheguru
Alle Männer und Frauen, die den Namen in ihren Herzen tragen, ihr Einkommen teilen und denen, die das Schwert handhaben
und Wohltätigkeit üben; mit denen, die die Schuld anderer erkannten, sie jedoch übersahen, denk an ihre Taten und vertraue auf Gott.
Waheguru
Denjenigen, die für ihre Religion förmlich in Stücke gerissen wurden, deren Köpfe abgeschlagen wurden, die man gerädert hat, die man lebend zersägt oder gehäutet hat, denk an ihre tapfer ertragenen Leiden und vertraue auf Gott.
Waheguru
Diejenigen, die die Tempel von alten Übeln reinigten, haben ebenfalls furchtbar gelitten.
Sie wurden geschlagen und ins Gefängnis geworfen, erschossen, zerschnitten oder lebendig verbrannt, nachdem man sie mit Petroleum übergossen hatte, doch sie leisteten keinen Widerstand und klagten in keiner Weise.
Denk an ihren geduldigen Glauben und vertraue auf Gott.
Waheguru
Denk auch an all die verschiedenen Tempel, die Sitze religiöser Autorität und an die anderen Stellen, die vom Guru betreten wurden und vertraue auf Gott.
Waheguru
Nun tritt die gesamte Khalsa (Bruderschaft) im Gebet zusammen. Möge die gesamte Khalsa sich den Namen des wunderbaren Herrn einprägen; und während sie an ihn denkt, spürt jeder seine Segnungen. Möge Gottes Schutz und Gnade alle Mitglieder oder Khalsa erreichen, wo sie sich auch aufhalten.
Möge des Herrn Glorie erfüllt werden und seine göttliche Fügung siegen.
Möge der Sieg unsere Nächstenliebe und unsere Waffen begleiten.
Möge Gottes Schwert uns helfen.
Möge die Khalsa immer triumphieren.
Mögen die Chöre, Banner und Häuser der Sikhs für immer bestehen.
Das Königreich der Gerechtigkeit wird kommen. Mögen alle Sikhs in Liebe vereint sein.
Mögen alle Sikhs in ihrem Herzen demütig sein.
ihre Weisheit gepriesen sein, im Sinne des Herrn.
O Khalsa sage es, der Herr ist wunderbar.
Waheguru
O wahrer König, geliebter Vater, wir haben
Deine Loblieder gesungen, Dein Leben gebendes Wort gehört, von Deinen mannigfaltigen Segnungen
berichtet.
Mögen alle diese Dinge einen Platz in unseren
Herzen finden, damit unsere Seelen sich Dir
zuwenden können.
O Vater bewahre uns vor Lust, Zorn und Habgier,
löse unsere Fesseln und nimm den Hochmut von uns,
wir wollen Dir immer zu Füßen liegen.
Erhalte Deinen Sikhs das Geschenk des Sikhismus,
das Geschenk Deines Namens, das Geschenk des Glaubens,
das Geschenk des Vertrauens zu Dir, und das Geschenk,
Dein heiliges Wort lesen und verstehen zu können.
O guter, liebender Vater, durch Deine Gnade verbrachten
wir unsere Tage in Frieden und Freude; laß uns nach Deinem
Willen immer das Rechte tun.
Erleuchte uns, gib uns Verständnis, damit wir erkennen,
was Du von uns erwartest.
Wir bringen Dir in Deiner Gegenwart dieses Gebet dar,
o wunderbarer Herr; Vergib uns unsere Sünden.
Hilf uns dabei, rein zu bleiben.
Laß uns nur in der Gemeinschaft solcher Menschen sein,
in deren Gesellschaft wir in Liebe an Dich denken.
Durch Nanak soll Dein Name für immer hochgepriesen sein.
Und alle Menschen dieser Welt mögen durch Gottes Gnade
glücklich werden.
Heil Khalsa, vom wunderbaren Herrn, der immer siegreich sein wird.